# Achille Laugé
Achille Laugé (Arzens, 29 aprile 1861 – Cailhau, 2 giugno 1944) è stato un pittore e litografo francese postimpressionista.

## Biografia
Achille Laugé nacque in un paesino dell'Aude, in Occitania, da Pierre Laugé e Catherine Petronille Gazel. La sua era una famiglia di contadini, che sperava di vederlo diventare un giorno farmacista. Ma Achille, mentre lavorava come apprendista in una farmacia di Tolosa, frequentò non ufficialmente l'"École supérieure des beaux-arts de Toulouse", dal 1876 al 1881, dove conobbe Antoine Bourdelle, Henri Martin e Henri Marre.

Nel 1882, resosi autonomo ed avendo compiuto i 21 anni, partì per Parigi. Iscrittosi all'École nationale supérieure des beaux-arts divenne allievo di Alexandre Cabanel e quindi di Jean-Paul Laurens, sino al 1886. Nella presigiosa Scuola d'arte parigina Achille ritrovò Bourdelle e Aristide Maillol, con i quali restò in amicizia per tutta la vita. Maillol disse di lui: ... fu Laugé ad insegnarmi come mettere un uomo in piedi.

Poiché sia Laugé che Bourdelle vivevano in ristrettezze, Laugé divise con l'amico la sua mansarda in rue Bonaparte, e sistemò il suo atelier all'interno di quello di Maillol che gli aveva amichevolmente offerto parte del suo spazio di lavoro. Laugé abitò a Parigi sino al 1888, per tutto il periodo della sua formazione, durante la quale subì l'influenza di artisti affermati, come Georges Seurat, Paul Signac e Camille Pissarro. Infatti, tornato a casa, non applicò le tecniche imparate alla Scuola di belle arti, bensì adottò la divisione dei toni. Lavorò dapprima a Carcassonne e si preoccupò di stringere delle solide amicizie. Quindi, nel 1891,  prese in moglie una ragazza del luogo, Marie-Agnès Boyer, dalla quale ebbe quattro figli: Pierre nel 1892, Juliette nel 1894, Jeanne nel 1896 e Julien nel 1900 (che morì però a 9 anni).

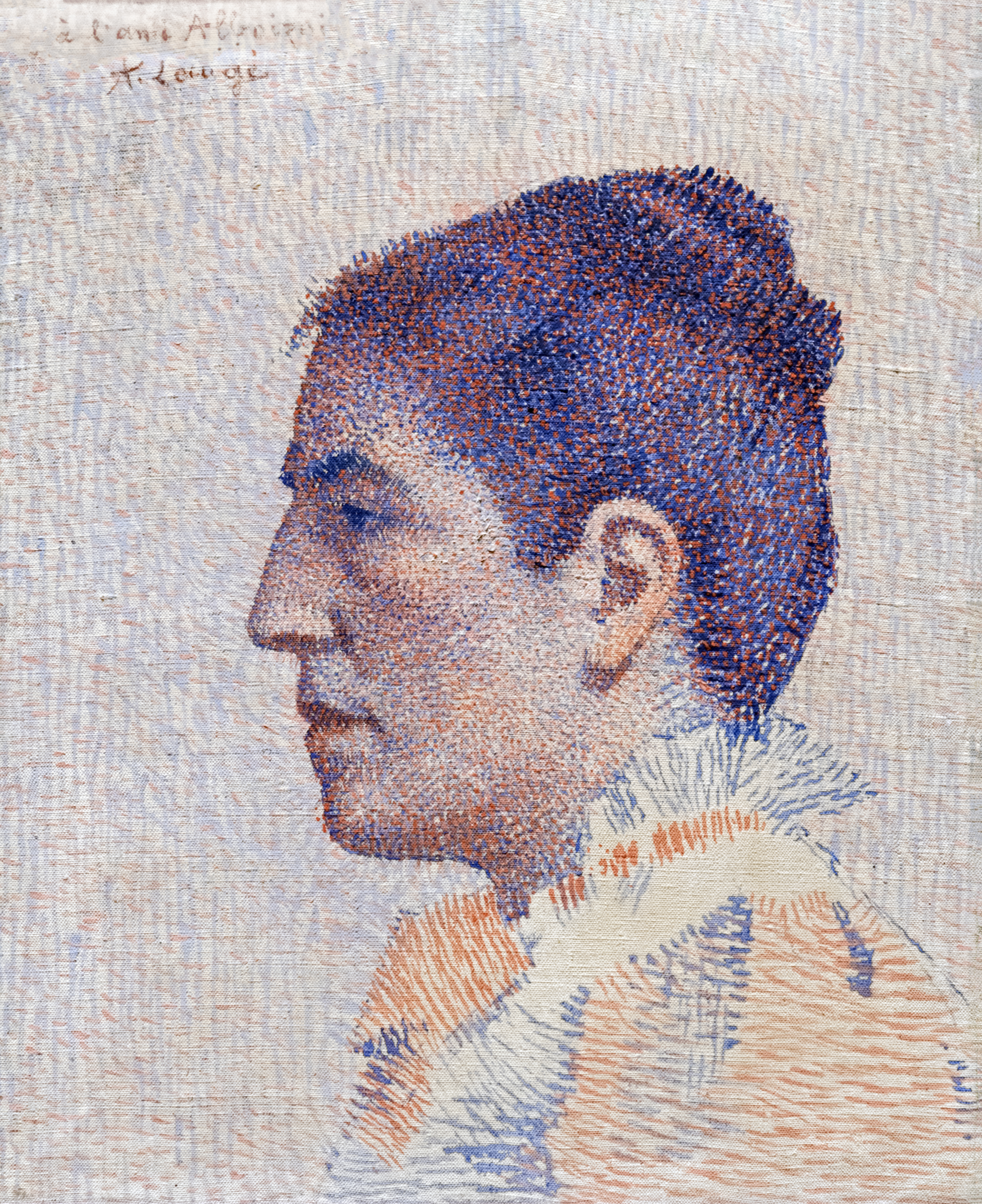
Ritratto di donna, 1894

Nel 1894 Laugé espose tre tele al "Salon des indépendants", ma le critiche apparse nella Revue Méridionale non gli furono favorevoli. Il Journal de Trouville titolò: Carcassonne ha voluto stupire Parigi. Tuttavia lo stesso anno il giornale La Dépêche espose a Tolosa diversi quadri presentati al Salon fra cui due tele di Laugé, che si trovò in compagnia di pittori come Louis Anquetin, Pierre Bonnard, Maurice Denis, Henri-Gabriel Ibels, Paul René Georges Hermann, Maxime Maufra, Ker-Xavier Roussel, Paul Sérusier, Henri de Toulouse-Lautrec, Félix Vallotton e Édouard Vuillard.

Laugé, peraltro, fu circondato da un gruppo di estimatori piuttosto influenti che lo sostennero, gli procurarono incarichi e comprarono le sue opere: Achille Astre, Jean Alboize, Achille Rouquet, Albert Sarraut, e il collezionista Maurice Fabre de Gasparets, che fu tra i primi ad acquistare le sue tele.
Dopo la scomparsa di suo padre, Laugé si stabilì nel paese di Cailhau. Scelse, infatti, una vita semplice, e con l'aiuto di un muratore del villaggio, si costruì una modesta casetta («l'Alouette»). E fu proprio nei dintorni di questa casa, fra i folti cespugli di ginestra, che Achille trovò la sua migliore ispirazione. Come Claude Monet aveva avuto una barca-atelier, Laugé allestì anche un carretto-atelier che guidava sino ai luoghi che lo ispiravano e col quale poté dipingere en plein air, a volte ad olio, a volte a pastello, prima di riprendere il lavoro all'interno della casa. Raggiunse così la padronanza della tecnica riscoprendo da solo le leggi del puntinismo, senza peraltro essere mai stato in relazione con i fondatori del neoimpressionismo. Egli semplificò, infatti, la composizione e la tecnica, senza stilizzarle e restando sempre in un atteggiamento di naturalezza.

Nel 1900 inviò al Salon della "Société nationale des beaux-arts" il suo quadro "Devant la fenêtre", composto da due figure e da fiori sullo sfondo di un paesaggio, quello stesso paesaggio che Laugé vedeva dalla finestra del suo atelier parigino. Questa tela fu rifiutata, come anche quella che egli presentò al Salon d'autunno del 1908.

Stanco di questi insuccessi, Laugé decise di lasciare i Salon e di esporre nelle sale dei mercanti d'arte di Parigi, in particolare nella galleria del suo amico Achille Astre, in rue Laffitte, e in quelle di Alvin-Beaumont e di Georges Petit.

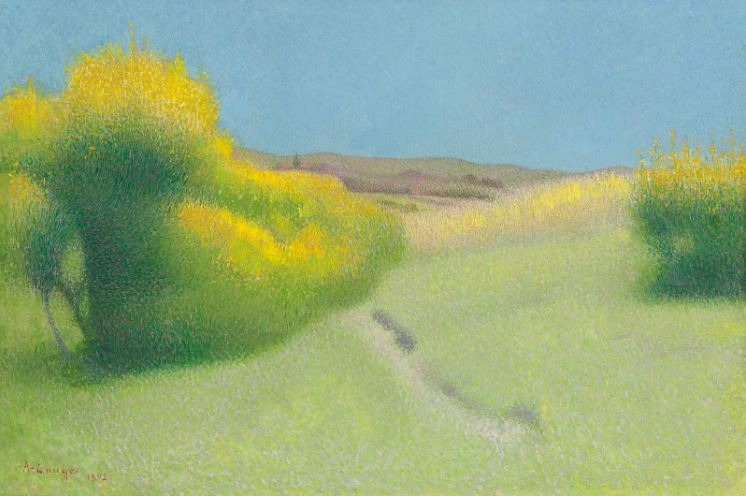
Paesaggio estivo

Il 1905 portò alcuni decisi cambiamenti nella pittura di Laugé. Il fallimento, o quantomeno lo scarso successo, delle sue tele realizzate con la tecnica che egli impiegava ormai da quasi vent'anni, nonché le sue condizioni economiche assai precarie, lo convinsero ad adottare una pratica meno rigida; utilizzò infatti un impasto più ricco e una pennellata assai più larga, dipingendo così con molta più libertà di espressione. Nel 1910 cominciò a produrre cartoni per la manifattura dei Gobelins, e se continuò a ritrarre i paesaggi dei dintorni di Cailhau, nel 1916 si spinse sino alla zona di Alet-les-Bains e a quella di Collioure, dove, a partire dal 1926, trascorse tutta l'estate, trovandosi sovente con l'amico Henri Martin. Durante l'inverno preferì tornare in città, a Tolosa, dove riprese ogni tanto a dipingere con la tecnica puntinista e trasferendo sempre nei suoi paesaggi l'atmosfera delle pitture "en plein air".

Come ci riporta Nicole Tamburini, nel settembre del 1919 Antoine Bourdelle gli scrisse: « [...] tu apporti una visione molto personale, molta serena logica e il bel dono dell'unità nell'amore per quell'atmosfera luminosa che regna persino nelle tue ombre »
Nel 1940 Laugé si ritirò a Tolosa. Due anni dopo, il 28 luglio del '42, sua moglie Marie-Agnès morì ed egli le sopravvisse solo altri due anni. Si spense infatti a Cailhau il 2 giugno del 1944, a 83 anni. I tratti del suo volto giovanile restano fissati nel busto in gesso modellato dall'amico Antoine Bourdelle nel 1884. Il busto è conservato nel Museo di belle arti di Carcassonne.

## La critica
- Gérald Schurr
 - Nicole Tamburini

## Opere nelle collezioni pubbliche
Elenco parziale
Francia
- Carcassonne, Museo di belle arti:
  - Madame Astre, 1892, olio su tela

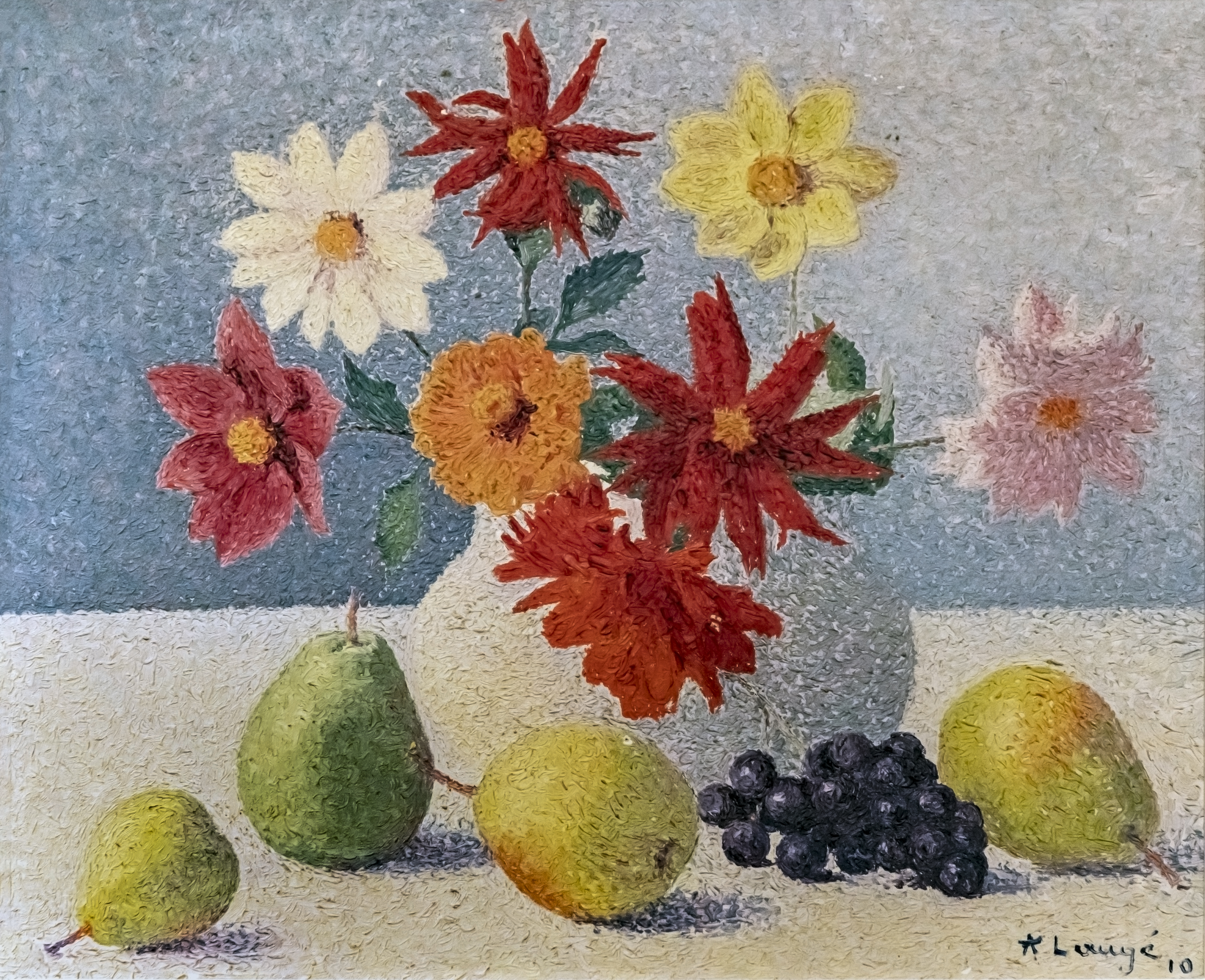
Fiori e frutta

  - L'Allée des saules, 1896, olio su tela
  - Le relais, e Fleurs et poires 1909, olio su tela
  - Route de Cailhau, e Fleurs et fruits del 1910, olio su tela
  - Portrait d'Albert Sarraut
- Carcassonne, Conseil général de l'Aude:
  - Gerbes de blé à Cailhau, olio su tela
- Limoux, Museo Petiet:
  - Notre-Dame de Paris, olio su tela
  - Moulin de Gatimel, olio su tela
  - Les amandiers, olio su tela
  - Fruits, olio su tela
  - Portrait de femme anonyme, 1892, disegno
  - Pierre Laugé, 1923, carboncino
  - M.me Girou, 1931, pastello
  - Un portrait de jeune fille, disegno
- Montauban, Museo Ingres:
  - Portrait d'Antoine Bourdelle, disegno
- Montpellier, Museo Fabre: 
  - L'Hort à Cailhau, olio su tela
- Morlaix, Museo di belle arti:
  - Paysage printanier, olio su tela[15].
- Parigi:
  - Manufacture des Gobelins, Mobilier national.
  - Museo d'Orsay:
    - Portrait de femme, 1898, olio su tela
    - Portrait d'homme, 1899, olio su tela
    - Portrait d'homme en buste, de face et en habit, carboncino

  - Museo nazionale d'arte moderna:
    - Paysage de la Gardie, près de Cailhau (Aude), 1902, olio su tela
- Perpignano, Museo Hyacinthe-Rigaud.
- Sigean, Lieu d'art contemporain.
- Tolosa, Museo Paul-Dupuy:
  - Portrait d'homme, disegno[16]
  - Musée des Augustins: 
    - Portrait de femme, olio su tela

Regno Unito

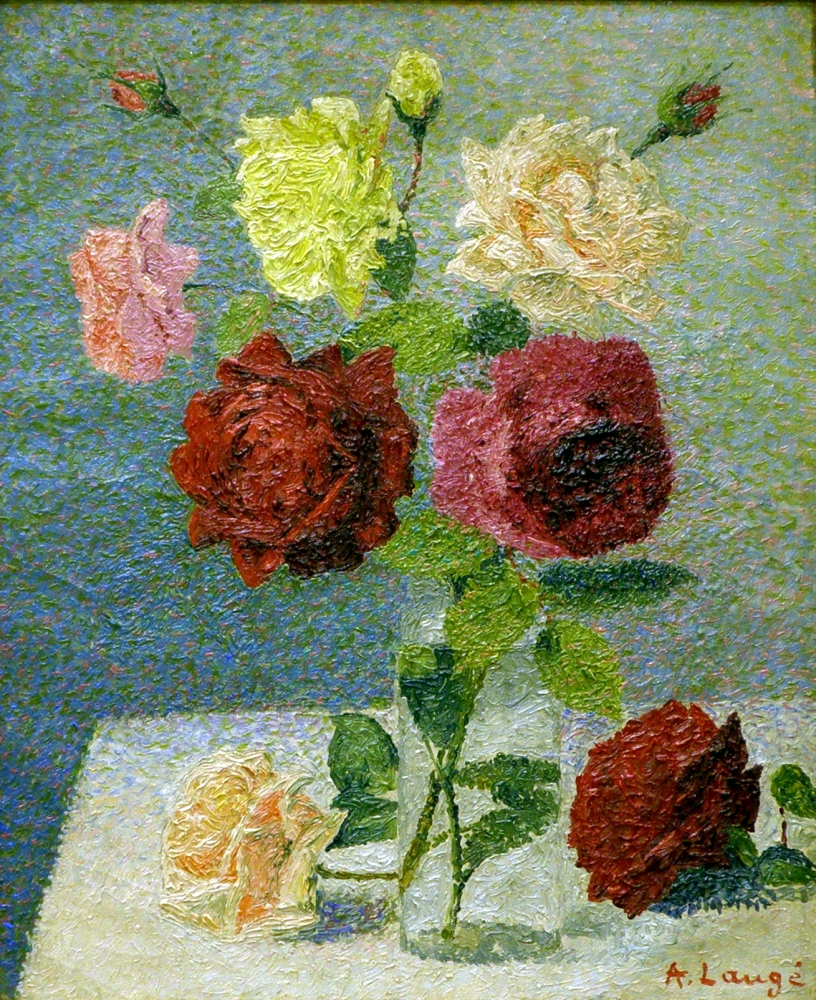
Mazzo di rose

- Blackpool (Lancashire), Grundy Art Gallery:
  - Vignes en automne, olio su tela[17].

Svizzera
- Ginevra, cabinet d'arts graphiques del Museo d'arte e storia:
  - Femme en profil, litografia, 1894[18].
- Ginevra, Petit Palais.

Stati Uniti
- Indianapolis, museo d'arte: due opere (The Holliday Collection);
- Saint Louis

### Stampe
- Tavole litografiche comparse regolarmente nelle Revue méridionale nel 1894.

## Salon e mostre collettive
- Salon des artistes français, Parigi, dal 1884. Portrait de Bourdelle, 1888.
- Salon de peinture de Carcassonne nel 1893, 1894, 1895.
- Salon des indépendants, Parigi, 1893, 1894. Cinque tele, fra cui Portrait de M.me Astre, 1906.
- Mostra collettiva nei locali del giornale La Dépêche de Toulouse, maggio 1894[19][20]
- Salon de l'union artistique, Tolosa, 1897, 1907.
- Salon d'automne, Parigi, 1906.
- Salon des artistes occitans, Tolosa, 1936, 1937, 1938, 1939, 1940.
- Salon du Midi, Galleria La Boétie, Parigi, gennaio-febbraio 1947.
- Achille Laugé et ses amis Bourdelle et Maillol, Musée des Augustins, Tolosa, 1961.[21]
- French Impressionist paintings, Kaplan Gallery, Londra, 1967.
- Le néo-impressionnisme, Museo Guggenheim, New York, 1968.
- Da Pierre Bonnard a Pierre Soulages, ottant'anni di pittura a Parigi, Belgrado, Lubiana, Skopje, Zagabria, Sarajevo, ottobre 1973 - aprile 1974.
- Pointillisme, Galleria d'Arte Pirra, Torino, 1976.
- Le post-impressionnisme, Centro culturale Sejong, Seul, 1978.
- Le pointillisme, National Museum of Western Art, Tokyo, aprile-maggio 1985, e Municipal Museum of Art, Kyoto, giugno-luglio 1985.
- La femme corps et âme, Petit-Palais, Ginevra, giugno-ottobre 1986.
- Paysages audois, Museo d'arte e storia di Narbona, 1986.
- Chefs-d'œuvre néo-impressionnistes, Fondation Septentrion, Marcq-en-Barœul, dicembre 1987 - 1988.
- Femmes et fleurs, Museo dell'Ateneo, Ginevra, luglio-settembre 1988.
- Une fête de couleur, les post-impressionnistes dans les collections privées, Bois-le-Duc, settembre-novembre 1990.
- Toulouse et l'art moderne, Museo Paul-Dupuy, Tolosa, dicembre 1990 - aprile 1991.
- De David à Picasso - Les chefs d'œuvre du Musée de Grenoble, Losanna, 1992, Takamatsu e Ishikawa, 1993.
- Pointillisme - Sur les traces de Seurat, Museo Wallraf Richartz, Colonia, settembre-novembre 1997 e Fondazione dell'Hermitage, gennaio-giugno 1998.
- La Manufacture des Gobelins dans la première moitié du XXe siècle, de Gustave Geffroy à Guillaume Jeanneau, 1908-1944, Gallerie nazionale della "tapisserie", Beauvais, luglio 1999 - marzo 2000.
- Seurat et le néo-impressionnisme, Museo d'arte di Kochi, Utsunomiya Museum of Art, National Museum of Modern Art, Kyoto, Seiji Togo Memorial, Yasuda Museum of Art, Tokyo, giugno-dicembre 2002.
- De Gustave Caillebotte à Picasso - Chefs-d'œuvre de la collection Oscar Ghez, Museo Jacquemart-André, Parigi, ottobre 2002 - giugno 2003, Museo nazionale di belle arti del Québec, ottobre 2006 - gennaio 2007.
- Le néo-impressionnisme, de Seurat à Paul Klee, Museo d'Orsay, Parigi, marzo-luglio 2005.
- El neoimpressionismo, la eclosión de la modernidad, Fondation Mapfre, Madrid, aprile-giugno 2007.
- Georges Seurat, Paul Signac e i neo-impressionnisti, Palazzo Reale, Milano, novembre 2008 - gennaio 2009.
- L'arbre dans la peinture de paysage. De Camille Corot à Henri Matisse, 1850-1920, Museo Tavet-Delacour, Pontoise, aprile-luglio 2012.[22]
- Radiance: The Neo-Impressionists, National Gallery of Victoria, Melbourne, novembre 2012 - marzo 2013.[23]
- To the Point: le portrait néo-impressionniste, 1886-1904, ING Art Center, place Royale, Bruxelles, febbraio-maggio 2014.[24]
- Face to face: the Neo-Impressionnist Portrait, 1886-1904, Museo d'arte di Indianapolis, giugno-settembre 2014.[25]
- Toulouse-Lautrec et la vie moderne, Galerie d'art de l'Alberta, Edmonton, settembre-novembre 2014.[26]
- Achille Laugé et ses amis peintres de Carcassonne, Museo di belle arti di Carcassonne, luglio 2015.[27]
- Autour d'Henri Martin, Museo del "Pays vaurais", Lavaur (Tarn), maggio 2017.[28]

## Personali
- Tolosa, giornale La Dépêche, 1902.
- Parigi, galleria Achille Astre, 15 giugno - 10 luglio 1907 (catalogo, testo di Gustave Geffroy).
- Parigi, galleria Alvin Beaumont, 1911.
- Parigi, galleria Nunes e Fiquet, 1919.
- Parigi, galleria Bernheim-Jeune, luglio 1923.
- Tolosa, galleria "Salles et Cie", aprile 1925.
- Parigi, galleria Georges Petit, dal 16 al 30 giugno 1927 (catalogo, prefazione di Jean Mistler).
- Parigi, Studio Scribe, febbraio 1928.
- Parigi, galleria della Renaissance, febbraio 1929 (catalogo, prefazione di François Thiébault-Sisson).
- Parigi, galleria Marcel Zivy, maggio 1930 (catalogo, prefazione di Raymond Escholier).
- Limoux, Museo Petiet, dal 5 settembre al 12 ottobre 1958 (catalogo)[29].
- Tolosa, Musée des Augustins, 1961.
- New York, Hammer Galleries, 1962, aprile 1967 (catalogo).
- Londra, galleria Roland Browse e Delbanco, Achille Laugé, gennaio 1963 (catalogo, testo di Norman Adams).
- Londra, Kaplan Gallery, marzo 1966 (catalogo), giugno-luglio 1968.
- Parigi, galleria Marcel Flavian, Rétrospective Achille Laugé, dal 6 al 31 maggio 1969 (catalogo, testo di Paul Mesplé).
- Godeau, Solanet e Audap, commissaires-priseurs, deux ventes de l'atelier Achille Laugé, Palazzo Drouot, Parigi, 5 marzo 1976[30] e 11 marzo 1977.[31]
- Achille Laugé - Portraits pointillistes, Saint-Tropez, Museo dell'Annonciade, aprile-giugno 1990, e Carcassonne, Museo di belle arti, giugno-agosto 1990 (catalogo, testo di Pierre Cabanne e Michel Hoog).
- Tajan, commissaires-priseurs, important ensemble d'œuvres d'Achille Laugé, Hôtel George-V, Parigi, 20 giugno 2001.[32]
- Museo di belle arti di Carcassonne e Museo Petiet di Limoux, Achille Laugé : le point, la ligne, la lumière, dal 16 ottobre 2009 al 16 gennaio 2010[33]
- Museo della Chartreuse de Douai, Achille Laugé : le point, la ligne, la lumière, dal 26 febbraio al 6 giugno 2010.[34][35][36]
- Mediateca di Trèbes, 2017.

## Onorificenze e omaggi
- Chevalier des Palmes académiques, 1898.
- Una via di Carcassonne porta il suo nome.
- Una piazza di Cailhau porta il suo nome.
- Una via e uno spazio culturale d'Arzens portano il suo nome.
- Circuit Achille Laugé a Cailhau: un circuito all'aperto di 6 km, è stato arredato con dei leggii che presentano riproduzioni di tele eseguite nei vari punti da Laugé.[37][38]
- Journée Achille Laugé: due volte l'anno (in giugno e in settembre) mostra di riproduzioni e di opere originali, diaporama, video, conferenze, dediche e festività, nella piazza Achille Laugé a Cailhau.[39]

## Galleria d'immagini

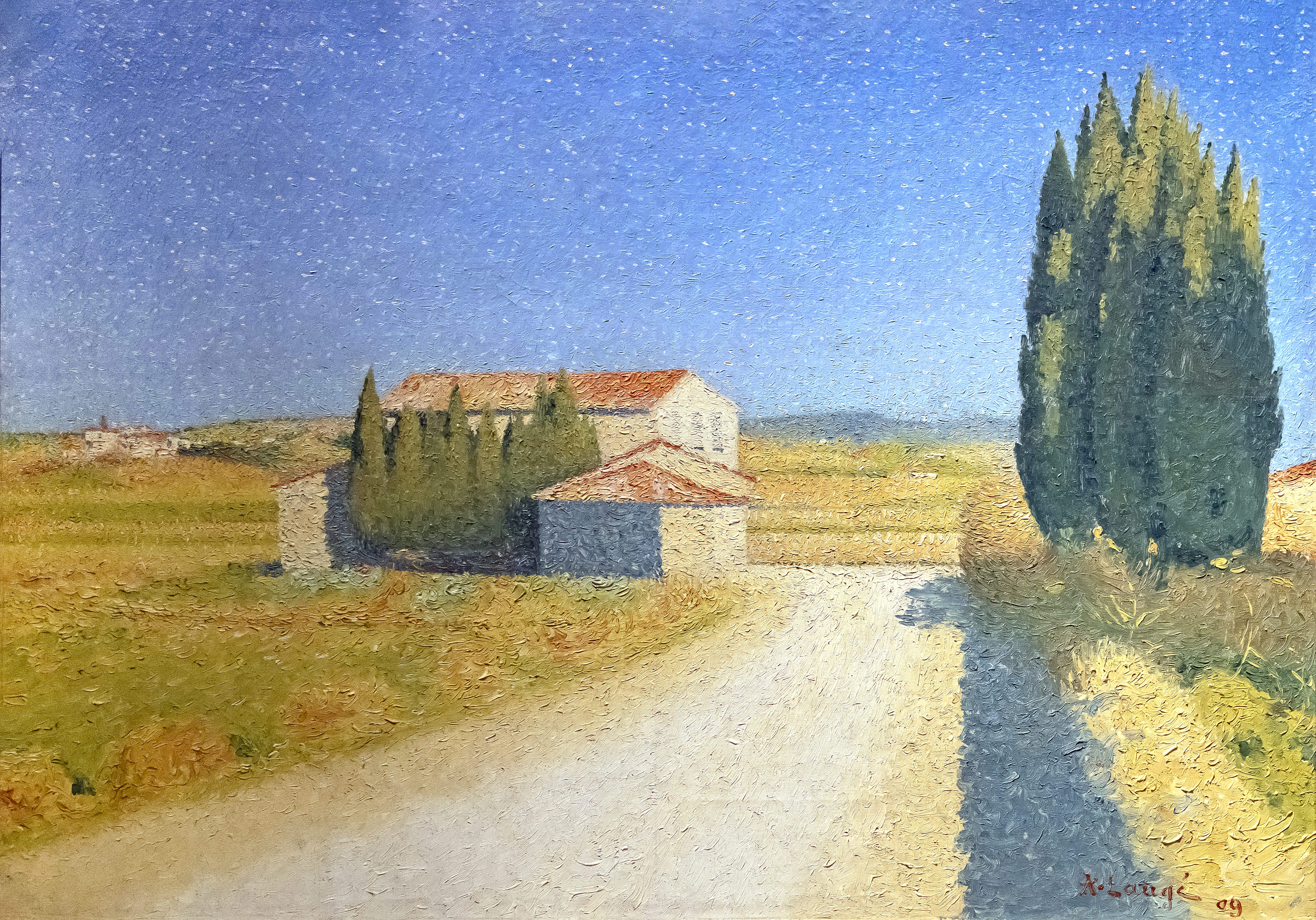
Le relais 1909
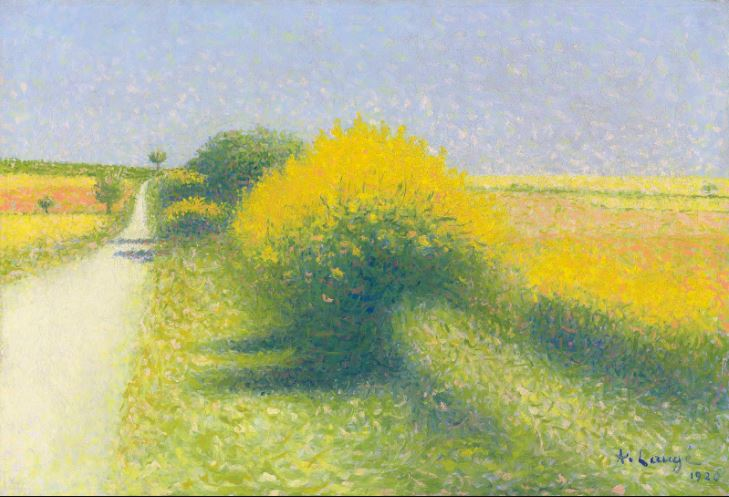
Strada bordata di ginestre
Vicolo col balcone fiorito
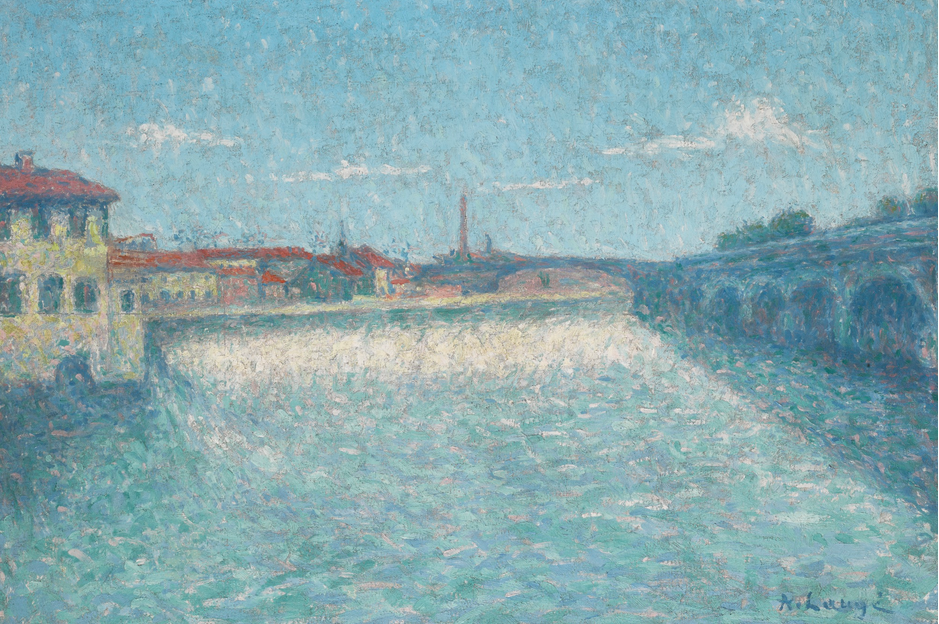
Il ponte di Halage
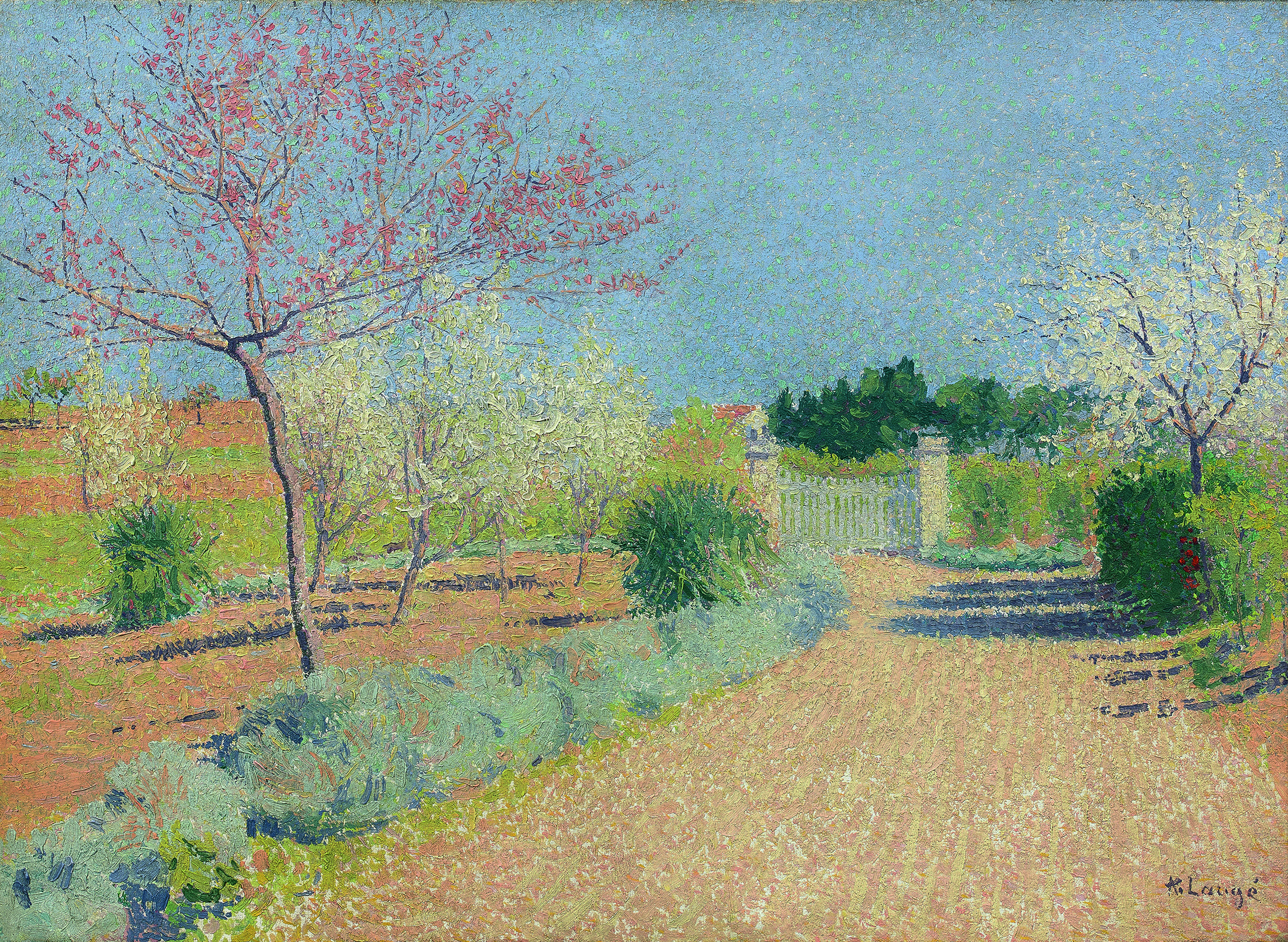
L'Alouette in primavera
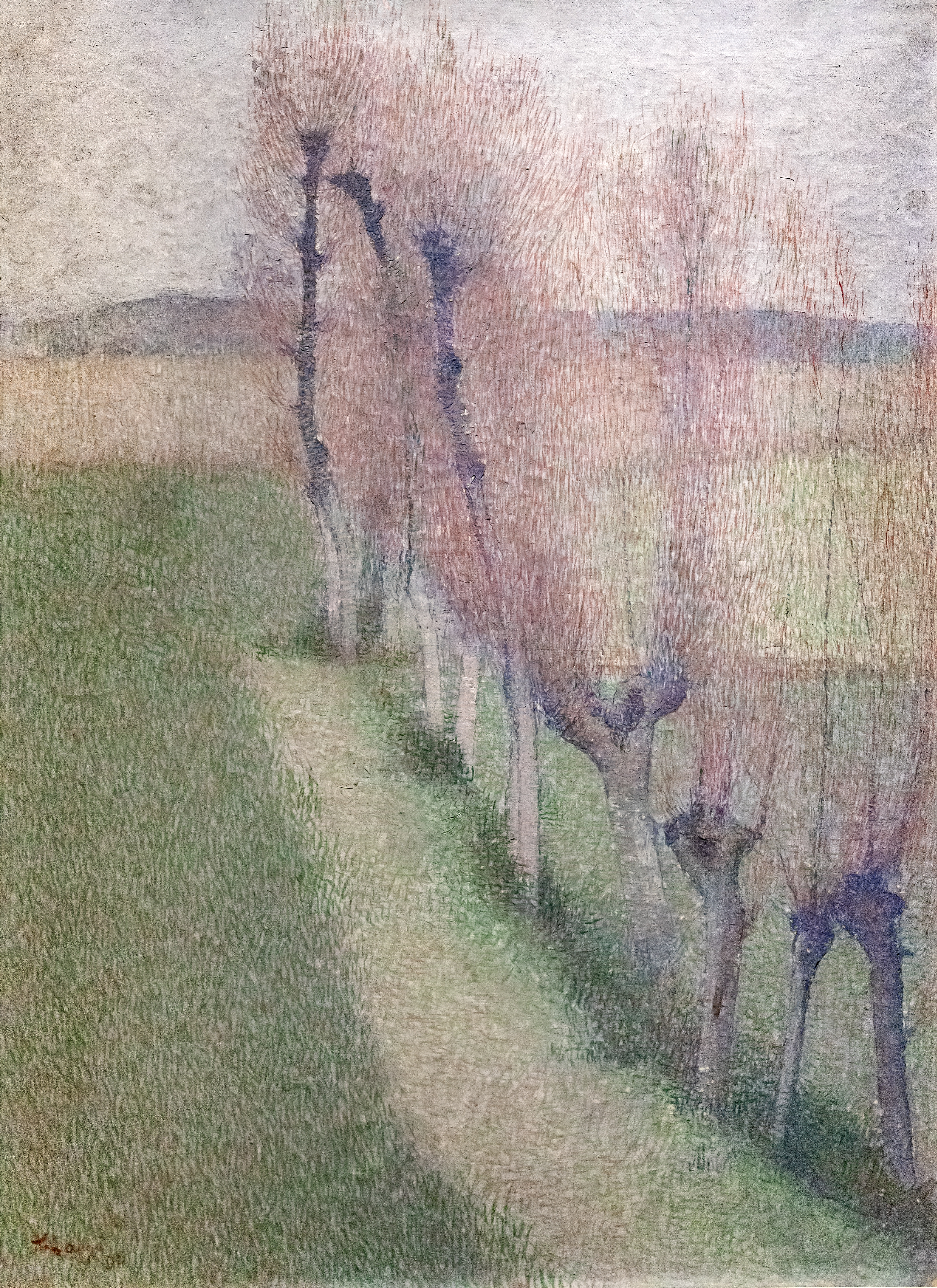
Il viale dei salici
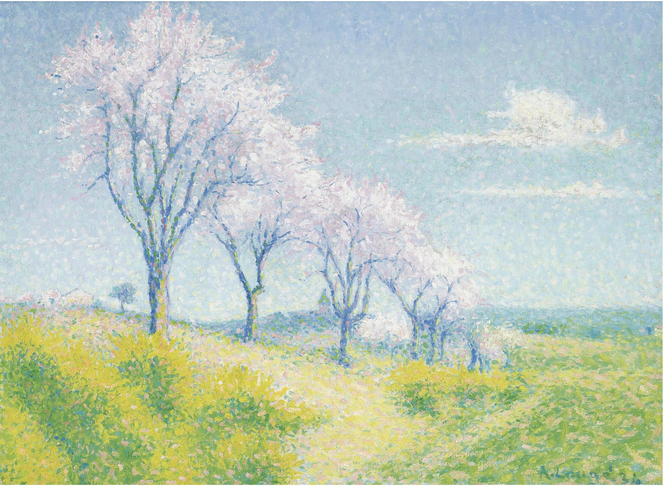
Mandorli in fiore a Cailhau
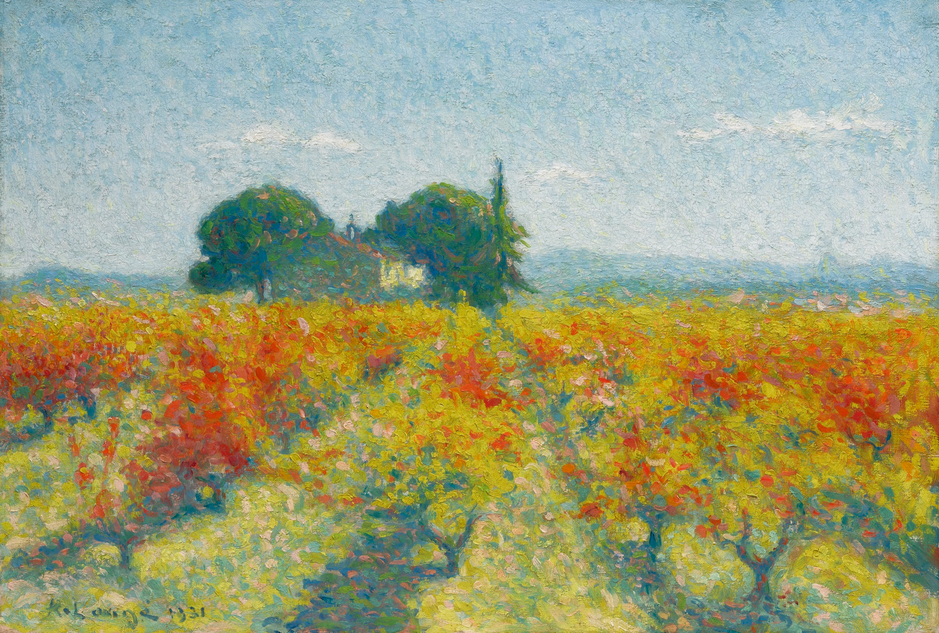
Vigne in autunno a Cailhau

## Filmografia
- Charles Pornon, La lumière du Languedoc vue par le peintre Achille Laugé, Gruppo dei cineasti indipendenti di Tolosa.
- Mario Ferrisi, Achille Laugé, sa vie, son œuvre, son actualité, 2011.

## Altri progetti

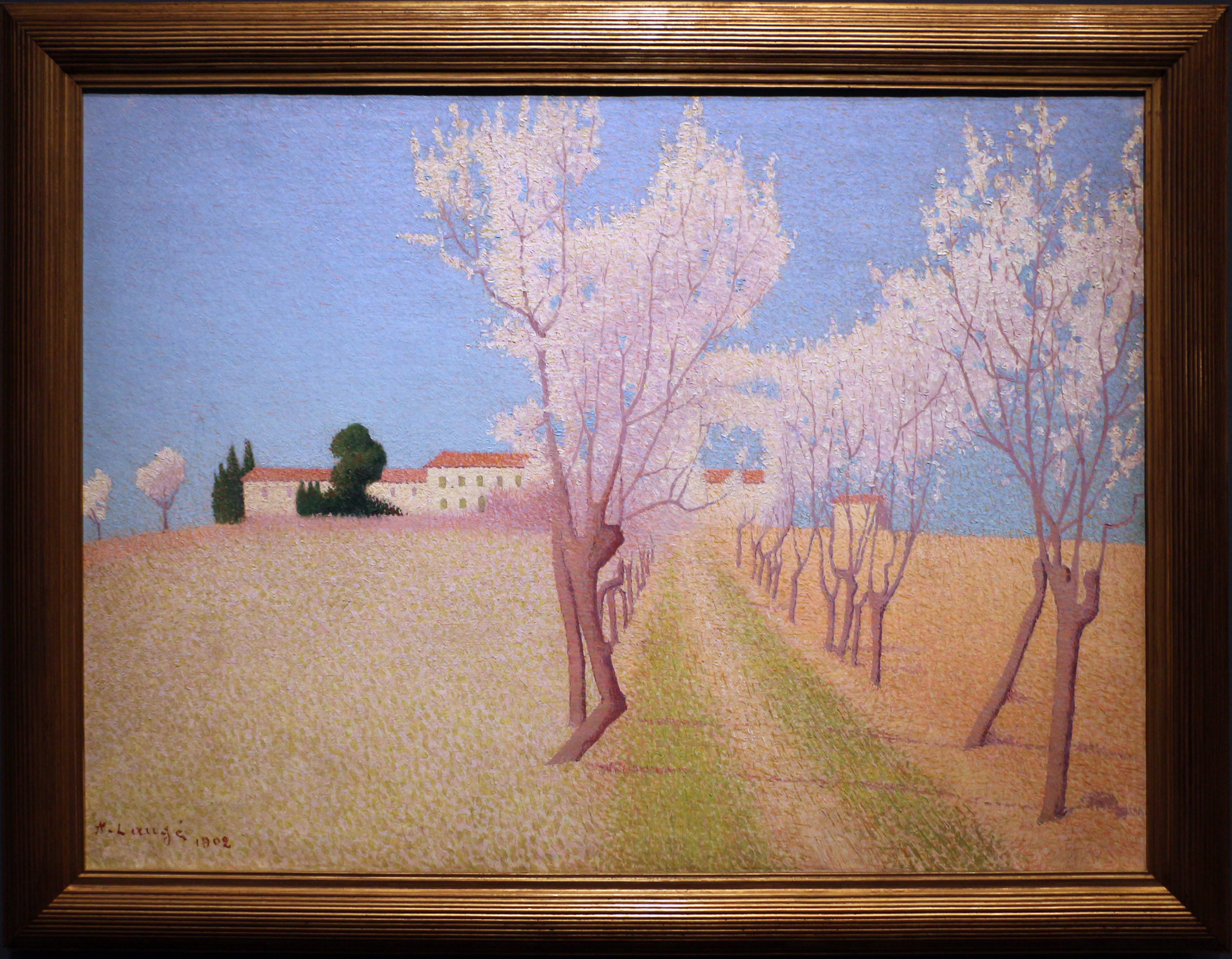
La Gardie presso Cailhau